# Гней Манлий
Вижте пояснителната страница за други личности с името Гней Манлий.
Гней Манлий (на латински: Gnaeus Manlius) от род Манлии, е римски претор, участвал с квестор Гней Тремелий Скрофа (квестор 72 пр.н.е.) в третата робска война против Спартак.